# Parafia św. Jacka w Stanowicach
Parafia św. Jacka w Stanowicach – rzymskokatolicka parafia położona na południu Polski, należąca do archidiecezji katowickiej i dekanatu dębieńskiego. 

## Rys historyczny
W pierwszych latach po wojnie pilną potrzebą  w Stanowicach było rozpoczęcie budowy Kościoła, gdyż do tej pory jedynym miejscem gromadzenia się mieszkańców na wspólnych nabożeństwach była kapliczka św. Jana Nepomucena. 
Wiosną 1946 grupa parafian zwróciła się z prośbą do proboszcza Wilhelma Pnioka o pozwolenie na budowę kościoła filialnego na terenie Stanowic. Zawiązano Komitet Organizacyjny Budowy Kościoła, który zakupił stary, drewniany barak w Rudach Wielkich. Teren pod budowę otrzymano dzięki poparciu przewodniczącego Rady Narodowej. Pierwotny projekt drewnianego kościółka zmieniono na murowany z drewnianym dachem. Budowę kościoła rozpoczęto 18 maja 1947. 
Patronem kościoła został wybrany św. Jacek – patron diecezji katowickiej. 17 sierpnia 1947 odbyło się poświęcenie kamienia węgielnego, a już 17 lipca 1949 nastąpiło poświęcenie gotowego kościoła. Projektantem wystroju kościoła był Leonard Piórecki. Poświęcenia dokonał dziekan Juliusz Kwapuliński z Ornontowic. Do 1952 roku msze św. odprawiał ks. Pniok z Bełku. 1 września 1953 pracę duszpasterską przy kościele św. Jacka rozpoczął ks. Edmund Górecki. W 1976 roku Stanowice zostały wydzielone z Bełku i stały się samodzielną parafią.  
Wiosną 1999 roku ks. proboszcz Eugeniusz Durczok przedstawił metropolicie katowickiemu Damianowi Zimoniowi plan rozbudowy i modernizacji kościoła według projektu Grzegorza Ratajskiego. Kamień węgielny kościoła został poświęcony 26 maja 1999 przez Ojca Świętego Jana Pawła II w Rzymie. 
W 2007, z okazji Jubileuszu 750-lecia patrona kościoła św. Jacka, ks. Durczok zwrócił się z pisemną prośbą do przeora oo. Dominikanów z Krakowa  o relikwie św. Jacka. Parafia otrzymała je 17 sierpnia 2007 z rąk ks. kardynała Stanisława Dziwisza. Relikwie św. Jacka trafiły do Stanowic wraz z dokumentem stwierdzającym ich autentyczność, podpisanym przez kard. Karola Wojtyłę. 
23 sierpnia 2011 nastąpiło uroczyste poświęcenie kościoła przez metropolitę katowickiego abp. Damiana Zimonia przy udziale metropolity lwowskiego abp. Mieczysława Mokrzyckiego

## Proboszczowie
- ks. Edmund Górecki (1953–1981)
- ks. Zygmunt Podlejski (1981–1988)
- ks. Jerzy Leichman (1988–1996)
- ks. Eugeniusz Durczok (1996–2018)
- ks. Dariusz Gembała (od 2018)

## Grupy parafialne
Na terenie parafii działa kilkanaście grup parafialnych:
- Apostolat „Margaretka”,
- Apostolstwo Dobrej Śmierci,
- Czciciele Matki Bożej Fatimskiej,
- Czciciele Miłosierdzia Bożego,
- Stowarzyszenie Ciemnych typów,
- Franciszkański Zakon Świeckich,
- Róże Różańcowe,
- Eucharystyczny Ruch Młodych,
- Parafialny Zespół Caritas,
- Dzieci Maryi,
- Ministranci,
- Katecheza Dorosłych,
- Grupa Modlitewna św. Ojca Pio.